# CRUD
L'acronyme informatique anglais CRUD (pour  Create,  Read,  Update,  Delete) (parfois appelé SCRUD avec un "S" pour  Search) désigne les quatre opérations de base pour la persistance des données, en particulier le stockage d'informations en base de données.
Soit :
- Create : créer
- Read : lire
- Update : mettre à jour
- Delete : supprimer

Plus généralement, il désigne les opérations permettant la gestion d'une collection d'éléments.
Ce terme est aussi un jeu de mots en anglais sur l'adjectif crude (en français brut ou rudimentaire).

## Application dans les bases de données
L'acronyme CRUD se réfère à la majorité des opérations implémentées dans les bases de données relationnelles. Chaque composante de l'acronyme peut être associée à un type de requête en SQL ainsi qu'à une méthode HTTP,. 
| Operation        | SQL    | HTTP                  |
| ---------------- | ------ | --------------------- |
| Create           | INSERT | PUT (en) / POST (en)  |
| Read (Retrieve)  | SELECT | GET (en)              |
| Update (Modify)  | UPDATE | PUT (en) / PATCH (en) |
| Delete (Destroy) | DELETE | DELETE (en)           |

## Utilisation dans les interfaces logicielles
Par exemple, une application carnet d'adresse dont l'élément le plus simple est un contact, doit permettre à l'utilisateur de :
- Créer des contacts
- Lire un contact (liste, zone de recherche…)
- Mettre à jour un contact
- Supprimer un contact

Si l'une ou l'autre de ces opérations fondamentales manque, le logiciel sera considéré comme incomplet.